# Dessinateur : Chamberlain
Pour plus de détails, voir Fiche technique et Distribution.
Dessinateur : Chamberlain est un film de Georges Méliès, sorti en 1896. Actuellement, le film est considéré comme perdu.

## Synopsis
Le film présentait Georges Méliès réalisant un croquis de Joseph Chamberlain.